# Ибрагимова, Ханым Мамед кызы
Ханым Мамед кызы Ибрагимова (азерб. Xanım Məmməd qızı İbrahimova; род. 1979, Баку, Азербайджанская ССР) — азербайджанский дипломат и государственный деятель, чрезвычайный и полномочный посол Азербайджанской Республики в Швейцарской Конфедерации с 13 сентября 2017 года и Княжестве Лихтенштейн с 8 декабря 2017 по 24 апреля 2021 года. Кавалер медали «За отличие на государственной службе».

## Биография
Ханым Ибрагимова родилась 1979 года в Баку.
Ханым Ибрагимова работала консультантом постоянного наблюдателя Азербайджана в Организации по безопасности и сотрудничеству в Европе (OSCE).
Чрезвычайный и полномочный посол Азербайджанской Республики в Швейцарской Конфедерации с 13 сентября 2017 года и Княжестве Лихтенштейн с 8 декабря 2017 по 24 апреля 2021 года.

## Награды
- Медаль «90-летие дипломатической службы Азербайджанской Республики (1919—2009)»
- Медаль «За отличие в дипломатической службе»
- Медаль «За отличие на государственной службе» (4 мая 2016 года) — за плодотворную деятельность в организации 7-го Глобального форума Альянса цивилизаций Организации Объединённых Наций[4]